# Winburg
Winburg is een stad in de Zuid-Afrikaanse gemeente Masilonyana. Winburg ligt in de provincie Vrijstaat en telt ongeveer 1400 inwoners.

## Geschiedenis
Winburg werd op 16 oktober 1836 door de Voortrekker-voorman Andries Potgieter gesticht. Daarmee was Winburg de eerste nederzetting van de Voortrekkers op het gebied van de onafhankelijke Boerenrepubliek Oranje Vrijstaat. Potgieter gaf de plaats haar naam als herinnering aan de gewonnen Slag van Vegkop tegen de Matabele onder Mzilikazi. Winburg was steeds een centrum van verzet tegen de Britten en tussen 1844 en 1848 vormde Winburg met Potchefstroom de Boerenrepubliek Winburg-Potchefstroom.
Tijdens de Tweede Boerenoorlog was er in Winburg een concentratiekamp gevestigd waar de vrouwen en kinderen van de Boeren door de Britten werden opgesloten. Hier kwamen 355 kinderen en 132 volwassen om het leven.
Tegenwoordig ligt Winburg niet aan belangrijke doorgaande wegen en is een regionaal landbouwcentrum.

## Geboren in Winburg
- Stoffel Froneman (1846-1913), Boerengeneraal
- Koos de la Rey (1847-1914), Boerengeneraal
- Cornelius Hermanus Wessels (1851-1924), politicus
- Marthinus Steyn (1857-1916), president van Oranje Vrijstaat
- Charles Swart (1894-1982), eerste president van Zuid-Afrika en premier van de Unie van Zuid-Afrika
- Neville Lederle (1938-2019), Formule I coureur

## Galerij

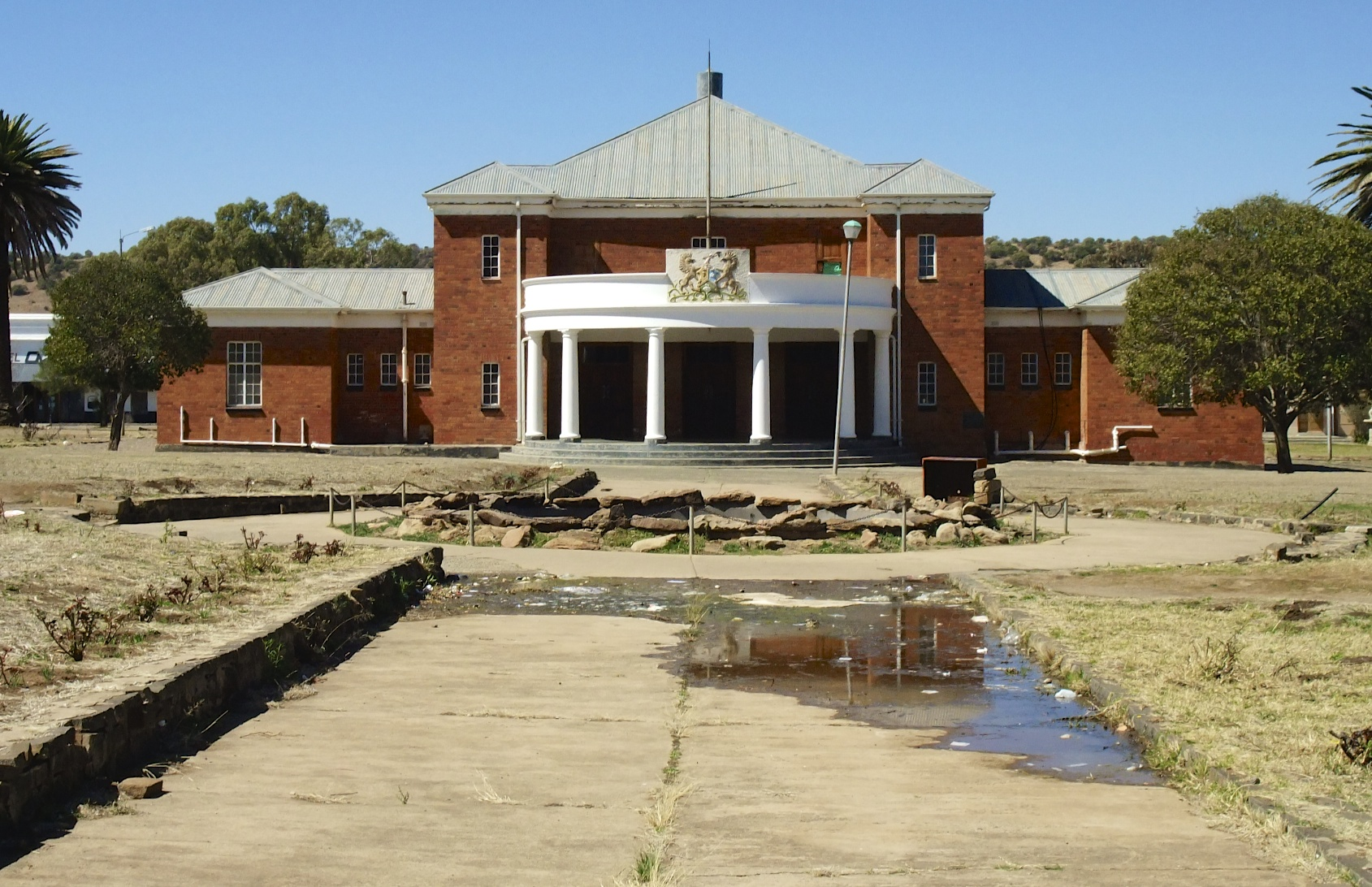
Gemeentehuis
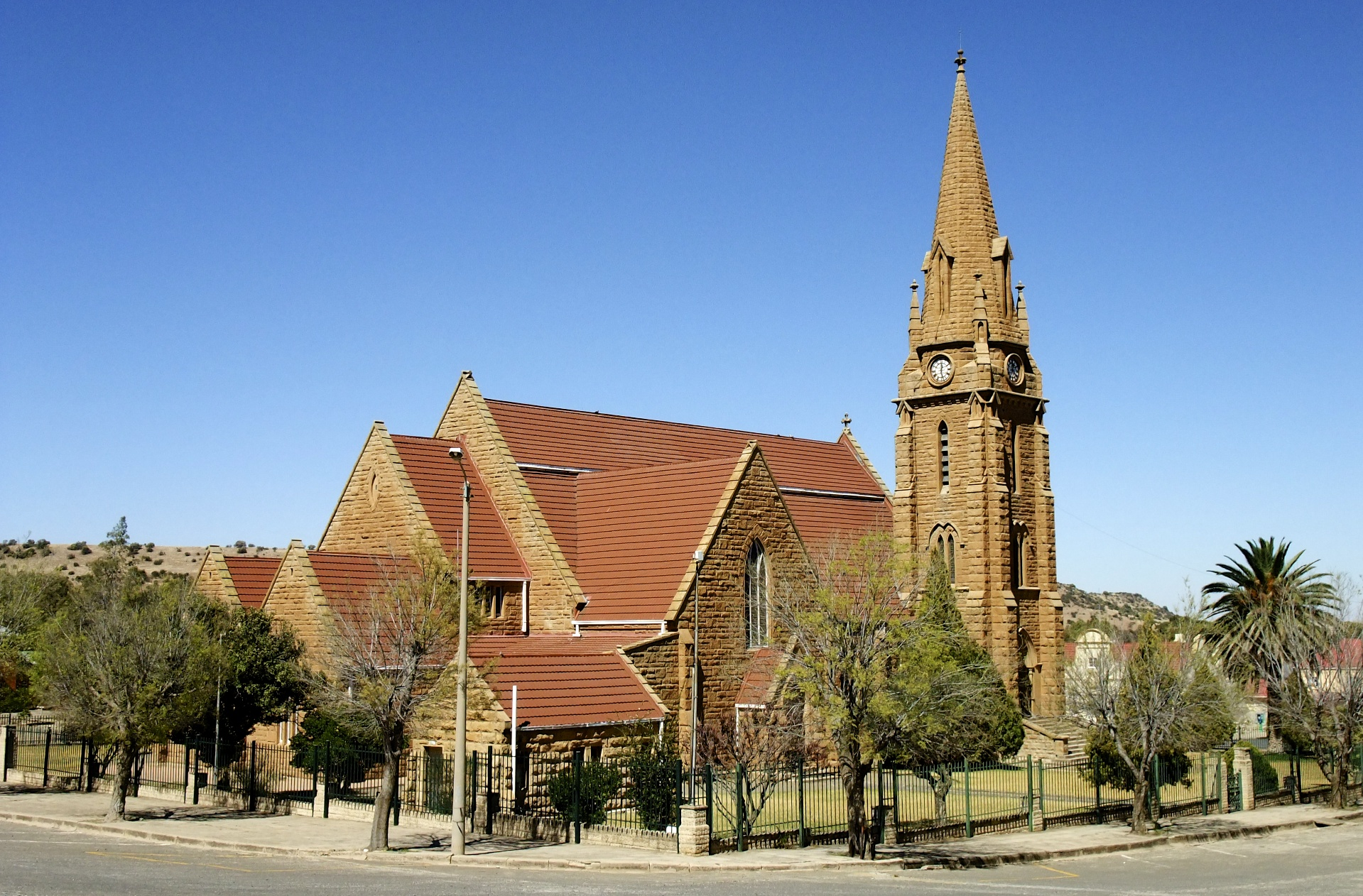
Nederlands Gereformeerde kerk

## Subplaatsen
Het nationaal instituut voor de statistiek, Stats SA, deelt sinds de census 2011 deze hoofdplaats in in zogenaamde subplaatsen (sub place), c.q. slechts één subplaats:
Winburg SP.